# Interlands Zweeds voetbalelftal 1960-1969
Deze pagina toont een chronologisch en gedetailleerd overzicht van de interlands die het Zweeds voetbalelftal heeft gespeeld in de periode 1960 – 1969.

## Interlands

### 1960
|                                                                     |                                                                    |       |                        |                                                                                |
| 18 mei Vriendschappelijk № 373 «onderlinge duels» 18:30 uur (UTC+1) | Zweden                                                             | 4 – 1 | Ierland                | Malmö Stadion, Malmö Toeschouwers: 20.546 Scheidsrechter: Jan Bronkhorst (NED) |
| 18 mei Vriendschappelijk № 373 «onderlinge duels» 18:30 uur (UTC+1) | Agne Simonsson 23', 30' Seamus Dunne 44' (e.d.) Rune Börjesson 90' |       | 77' (pen.) Paddy Fagan | Malmö Stadion, Malmö Toeschouwers: 20.546 Scheidsrechter: Jan Bronkhorst (NED) |

|                                                                                 |         |                                            |        |                                                                                         |
| 22 juni Noords Kampioenschap 1960/63 № 374 «onderlinge duels» 19:00 uur (UTC+2) | Finland | 0 – 3                                      | Zweden | Olympisch Stadion, Helsinki Toeschouwers: 16.156 Scheidsrechter: Kurt Tschenscher (FRG) |
| 22 juni Noords Kampioenschap 1960/63 № 374 «onderlinge duels» 19:00 uur (UTC+2) |         | 14', 77' Rune Börjesson 86' Agne Simonsson |        | Olympisch Stadion, Helsinki Toeschouwers: 16.156 Scheidsrechter: Kurt Tschenscher (FRG) |

|                                                                                      |                                                                    |       |                           |                                                                                          |
| 18 september Noords Kampioenschap 1960/63 № 375 «onderlinge duels» 13:15 uur (UTC+1) | Noorwegen                                                          | 3 – 1 | Zweden                    | Ullevaalstadion, Oslo Toeschouwers: 31.032 Scheidsrechter: Carl Frederik Jørgensen (DEN) |
| 18 september Noords Kampioenschap 1960/63 № 375 «onderlinge duels» 13:15 uur (UTC+1) | Harald Hennum 19' (pen.) Rolf Birger Pedersen 34' Bjørn Borgen 89' |       | 38' (pen.) Rune Börjesson | Ullevaalstadion, Oslo Toeschouwers: 31.032 Scheidsrechter: Carl Frederik Jørgensen (DEN) |

|                                                                            |                                    |       |        |                                                                               |
| 19 oktober WK 1962 kwalificatie № 376 «onderlinge duels» 19:00 uur (UTC+1) | Zweden                             | 2 – 0 | België | Råsundastadion, Solna Toeschouwers: 19.513 Scheidsrechter: Tiny Wharton (SCO) |
| 19 oktober WK 1962 kwalificatie № 376 «onderlinge duels» 19:00 uur (UTC+1) | Rune Börjesson 52' Yngve Brodd 74' |       |        | Råsundastadion, Solna Toeschouwers: 19.513 Scheidsrechter: Tiny Wharton (SCO) |

|                                                                                    |                                   |       |            |                                                                           |
| 23 oktober Noords Kampioenschap 1960/63 № 377 «onderlinge duels» 14:00 uur (UTC+1) | Zweden                            | 2 – 0 | Denemarken | Ullevi, Göteborg Toeschouwers: 50.878 Scheidsrechter: Birger Nilsen (NOR) |
| 23 oktober Noords Kampioenschap 1960/63 № 377 «onderlinge duels» 14:00 uur (UTC+1) | Rune Börjesson 30' Harry Bild 83' |       |            | Ullevi, Göteborg Toeschouwers: 50.878 Scheidsrechter: Birger Nilsen (NOR) |

|                                                                         |                      |       |           |                                                                                   |
| 30 oktober Vriendschappelijk № 378 «onderlinge duels» 13:30 uur (UTC+1) | Zweden               | 1 – 0 | Frankrijk | Råsundastadion, Solna Toeschouwers: 34.050 Scheidsrechter: Nikolay Latyshev (URS) |
| 30 oktober Vriendschappelijk № 378 «onderlinge duels» 13:30 uur (UTC+1) | Torbjörn Jonsson 27' |       |           | Råsundastadion, Solna Toeschouwers: 34.050 Scheidsrechter: Nikolay Latyshev (URS) |

### 1961
|                                                                       |                                    |       |                             |                                                                                              |
| 26 maart Vriendschappelijk № 379 «onderlinge duels» 15:00 uur (UTC+1) | Tsjecho-Slowakije                  | 2 – 1 | Zweden                      | Stadion Československé Armády, Praag Toeschouwers: 25.000 Scheidsrechter: István Zsolt (HUN) |
| 26 maart Vriendschappelijk № 379 «onderlinge duels» 15:00 uur (UTC+1) | Jozef Adamec 54' Josef Kadraba 69' |       | 76' (pen.) Torbjörn Jonsson | Stadion Československé Armády, Praag Toeschouwers: 25.000 Scheidsrechter: István Zsolt (HUN) |

|                                                                        |                                                                       |       |             |                                                                                  |
| 28 mei WK 1962 kwalificatie № 380 «onderlinge duels» 13:00 uur (UTC+1) | Zweden                                                                | 4 – 0 | Zwitserland | Råsundastadion, Solna Toeschouwers: 17.400 Scheidsrechter: Hermínio Soares (POR) |
| 28 mei WK 1962 kwalificatie № 380 «onderlinge duels» 13:00 uur (UTC+1) | Torbjörn Jonsson 8' Rune Börjesson 15' (pen.), 75' Agne Simonsson 70' |       |             | Råsundastadion, Solna Toeschouwers: 17.400 Scheidsrechter: Hermínio Soares (POR) |

|                                                                                 |                |       |                        |                                                                                            |
| 18 juni Noords Kampioenschap 1960/63 № 381 «onderlinge duels» 13:30 uur (UTC+1) | Denemarken     | 1 – 2 | Zweden                 | Københavns Idrætspark, Kopenhagen Toeschouwers: 52.486 Scheidsrechter: Birger Nilsen (NOR) |
| 18 juni Noords Kampioenschap 1960/63 № 381 «onderlinge duels» 13:30 uur (UTC+1) | Ole Madsen 61' |       | 7', 58' Rune Börjesson | Københavns Idrætspark, Kopenhagen Toeschouwers: 52.486 Scheidsrechter: Birger Nilsen (NOR) |

|                                                                                    |                                                          |       |         |                                                                                            |
| 9 augustus Noords Kampioenschap 1960/63 № 382 «onderlinge duels» 18:30 uur (UTC+1) | Zweden                                                   | 4 – 0 | Finland | Norrköpings Idrottspark, Norrköping Toeschouwers: 10.868 Scheidsrechter: Jarl Hansen (DEN) |
| 9 augustus Noords Kampioenschap 1960/63 № 382 «onderlinge duels» 18:30 uur (UTC+1) | Ingvar Svahn 10', 41' Harry Bild 83' Lennart Backman 83' |       |         | Norrköpings Idrottspark, Norrköping Toeschouwers: 10.868 Scheidsrechter: Jarl Hansen (DEN) |

|                                                                           |        |                      |        |                                                                                    |
| 4 oktober WK 1962 kwalificatie № 383 «onderlinge duels» 19:30 uur (UTC+1) | België | 0 – 2                | Zweden | Heizelstadion, Brussel Toeschouwers: 14.354 Scheidsrechter: Francisco Guerra (POR) |
| 4 oktober WK 1962 kwalificatie № 383 «onderlinge duels» 19:30 uur (UTC+1) |        | 69', 77' Yngve Brodd |        | Heizelstadion, Brussel Toeschouwers: 14.354 Scheidsrechter: Francisco Guerra (POR) |

|                                                                                    |                               |       |           |                                                                         |
| 22 oktober Noords Kampioenschap 1960/63 № 384 «onderlinge duels» 14:15 uur (UTC+1) | Zweden                        | 2 – 0 | Noorwegen | Ullevi, Göteborg Toeschouwers: 41.387 Scheidsrechter: Milan Fencl (TCH) |
| 22 oktober Noords Kampioenschap 1960/63 № 384 «onderlinge duels» 14:15 uur (UTC+1) | Lars Råberg 6' Leif Wendt 74' |       |           | Ullevi, Göteborg Toeschouwers: 41.387 Scheidsrechter: Milan Fencl (TCH) |

|                                                                            |                                                           |       |                                   |                                                                     |
| 29 oktober WK 1962 kwalificatie № 385 «onderlinge duels» 15:00 uur (UTC+1) | Zwitserland                                               | 3 – 2 | Zweden                            | Wankdorf, Bern Toeschouwers: 57.447 Scheidsrechter: Ken Aston (ENG) |
| 29 oktober WK 1962 kwalificatie № 385 «onderlinge duels» 15:00 uur (UTC+1) | Charles Antenen 9' Rolf Wüthrich 68' Norbert Eschmann 81' |       | 1' Agne Simonsson 79' Yngve Brodd | Wankdorf, Bern Toeschouwers: 57.447 Scheidsrechter: Ken Aston (ENG) |

|                                                                             |                 |       |                                         |                                                                                      |
| 12 november WK 1962 kwalificatie № 386 «onderlinge duels» 14:00 uur (UTC+1) | Zweden          | 1 – 2 | Zwitserland                             | Olympiastadion, West-Berlijn Toeschouwers: 46.387 Scheidsrechter: Albert Dusch (FRG) |
| 12 november WK 1962 kwalificatie № 386 «onderlinge duels» 14:00 uur (UTC+1) | Yngve Brodd 21' |       | 67' Heinz Schneiter 72' Charles Antenen | Olympiastadion, West-Berlijn Toeschouwers: 46.387 Scheidsrechter: Albert Dusch (FRG) |

### 1962
|                                                                      |                                      |       |                     |                                                                              |
| 7 april Vriendschappelijk № 387 «onderlinge duels» 16:00 uur (UTC+2) | Zweden                               | 3 – 1 | Tsjecho-Slowakije   | Ullevi, Göteborg Toeschouwers: 11.729 Scheidsrechter: Nikolay Latyshev (URS) |
| 7 april Vriendschappelijk № 387 «onderlinge duels» 16:00 uur (UTC+2) | Hartwig Öberg 5', 18' Harry Bild 46' |       | 86' Tomáš Pospíchal | Ullevi, Göteborg Toeschouwers: 11.729 Scheidsrechter: Nikolay Latyshev (URS) |

|                                                                       |        |                                           |             |                                                                                 |
| 18 april Vriendschappelijk № 388 «onderlinge duels» 19:00 uur (UTC+2) | Zweden | 0 – 2                                     | Sovjet-Unie | Råsundastadion, Solna Toeschouwers: 11.089 Scheidsrechter: Reino Koskinen (FIN) |
| 18 april Vriendschappelijk № 388 «onderlinge duels» 19:00 uur (UTC+2) |        | 27' Viktor Ponedelnik 34' Aleksey Mamykin |             | Råsundastadion, Solna Toeschouwers: 11.089 Scheidsrechter: Reino Koskinen (FIN) |

|                                                                                 |         |                                               |        |                                                                                          |
| 19 juni Noords Kampioenschap 1960/63 № 389 «onderlinge duels» 19:00 uur (UTC+2) | Finland | 0 – 3                                         | Zweden | Olympisch Stadion, Helsinki Toeschouwers: 17.555 Scheidsrechter: Erling Rolf Olsen (NOR) |
| 19 juni Noords Kampioenschap 1960/63 № 389 «onderlinge duels» 19:00 uur (UTC+2) |         | 40' Ove Grahn 51' Yngve Brodd 71' Owe Ohlsson |        | Olympisch Stadion, Helsinki Toeschouwers: 17.555 Scheidsrechter: Erling Rolf Olsen (NOR) |

|                                                                         |           |                          |        |                                                                                 |
| 21 juni EK 1964 kwalificatie № 390 «onderlinge duels» 19:15 uur (UTC+2) | Noorwegen | 0 – 2                    | Zweden | Ullevaalstadion, Oslo Toeschouwers: 28.249 Scheidsrechter: Gilbert Bowman (SCO) |
| 21 juni EK 1964 kwalificatie № 390 «onderlinge duels» 19:15 uur (UTC+2) |           | 9', 40' Örjan Martinsson |        | Ullevaalstadion, Oslo Toeschouwers: 28.249 Scheidsrechter: Gilbert Bowman (SCO) |

|                                                                                      |                                    |       |                 |                                                                                  |
| 16 september Noords Kampioenschap 1960/63 № 391 «onderlinge duels» 13:15 uur (UTC+1) | Noorwegen                          | 2 – 1 | Zweden          | Ullevaalstadion, Oslo Toeschouwers: 21.689 Scheidsrechter: Valdemar Hansen (DEN) |
| 16 september Noords Kampioenschap 1960/63 № 391 «onderlinge duels» 13:15 uur (UTC+1) | Roald Jensen 43' Erik Johansen 80' |       | 40' Leif Skiöld | Ullevaalstadion, Oslo Toeschouwers: 21.689 Scheidsrechter: Valdemar Hansen (DEN) |

|                                                                                    |                                                             |       |                                   |                                                                                 |
| 28 oktober Noords Kampioenschap 1960/63 № 392 «onderlinge duels» 14:00 uur (UTC+1) | Zweden                                                      | 4 – 2 | Denemarken                        | Råsundastadion, Solna Toeschouwers: 18.847 Scheidsrechter: Antero Lartola (FIN) |
| 28 oktober Noords Kampioenschap 1960/63 № 392 «onderlinge duels» 14:00 uur (UTC+1) | Owe Ohlsson 28', 34' Örjan Martinsson 48' Leif Eriksson 51' |       | 21' Carl Bertelsen 31' Ole Madsen | Råsundastadion, Solna Toeschouwers: 18.847 Scheidsrechter: Antero Lartola (FIN) |

|                                                                            |                   |       |                |                                                                                |
| 4 november EK 1964 kwalificatie № 393 «onderlinge duels» 13:30 uur (UTC+1) | Zweden            | 1 – 1 | Noorwegen      | Malmö Stadion, Malmö Toeschouwers: 8.726 Scheidsrechter: Werner Bergmann (DDR) |
| 4 november EK 1964 kwalificatie № 393 «onderlinge duels» 13:30 uur (UTC+1) | Leif Eriksson 64' |       | 60' John Krogh | Malmö Stadion, Malmö Toeschouwers: 8.726 Scheidsrechter: Werner Bergmann (DDR) |

|                                                                          |        |                                          |        |                                                                                     |
| 12 november Vriendschappelijk № 394 «onderlinge duels» 14:30 uur (UTC+2) | Israël | 0 – 4                                    | Zweden | Ramat Ganstadion, Ramat Gan Toeschouwers: 41.083 Scheidsrechter: Edward Budaj (POL) |
| 12 november Vriendschappelijk № 394 «onderlinge duels» 14:30 uur (UTC+2) |        | 9' Owe Ohlsson 12', 82', 86' Leif Skiöld |        | Ramat Ganstadion, Ramat Gan Toeschouwers: 41.083 Scheidsrechter: Edward Budaj (POL) |

|                                                        |          |       |                                    |                                                                                       |
| 16 november Vriendschappelijk № 395 «onderlinge duels» | Thailand | 1 – 2 | Zweden                             | Suphachalasaistadion, Bangkok Toeschouwers: 8.000 Scheidsrechter: Avraham Dudai (ISR) |
| 16 november Vriendschappelijk № 395 «onderlinge duels» | ?        |       | 70' Owe Ohlsson 79' Bertil Nilsson | Suphachalasaistadion, Bangkok Toeschouwers: 8.000 Scheidsrechter: Avraham Dudai (ISR) |

### 1963
|                                                                                              |           |       |        |                                                                              |
| 4 mei Olympisch kwalificatietoernooi voetbal 1964 № 396 «onderlinge duels» 16:00 uur (UTC+1) | Hongarije | 4 – 0 | Zweden | Népstadion, Boedapest Toeschouwers: 19.000 Scheidsrechter: Fritz Mayer (AUT) |
| 4 mei Olympisch kwalificatietoernooi voetbal 1964 № 396 «onderlinge duels» 16:00 uur (UTC+1) | ?         |       |        | Népstadion, Boedapest Toeschouwers: 19.000 Scheidsrechter: Fritz Mayer (AUT) |

|                                                                    |                               |       |                    |                                                                                 |
| 5 mei Vriendschappelijk № 397 «onderlinge duels» 13:30 uur (UTC+1) | Zweden                        | 2 – 1 | Hongarije          | Råsundastadion, Solna Toeschouwers: 19.100 Scheidsrechter: Johannes Malka (FRG) |
| 5 mei Vriendschappelijk № 397 «onderlinge duels» 13:30 uur (UTC+1) | Hans Mild 11' Yngve Brodd 76' |       | 71' Flórián Albert | Råsundastadion, Solna Toeschouwers: 19.100 Scheidsrechter: Johannes Malka (FRG) |

|                                                                     |             |                      |        |                                                                                         |
| 22 mei Vriendschappelijk № 398 «onderlinge duels» 19:00 uur (UTC+3) | Sovjet-Unie | 0 – 1                | Zweden | Centraal Leninstadion, Moskou Toeschouwers: 75.000 Scheidsrechter: Kostadin Dinov (BUL) |
| 22 mei Vriendschappelijk № 398 «onderlinge duels» 19:00 uur (UTC+3) |             | 23' Örjan Martinsson |        | Centraal Leninstadion, Moskou Toeschouwers: 75.000 Scheidsrechter: Kostadin Dinov (BUL) |

|                                                                         |             |       |        |                                                                              |
| 19 juni EK 1964 kwalificatie № 399 «onderlinge duels» 20:15 uur (UTC+1) | Joegoslavië | 0 – 0 | Zweden | JNA Stadion, Belgrado Toeschouwers: 45.098 Scheidsrechter: Karl Kainer (AUT) |
| 19 juni EK 1964 kwalificatie № 399 «onderlinge duels» 20:15 uur (UTC+1) |             |       |        | JNA Stadion, Belgrado Toeschouwers: 45.098 Scheidsrechter: Karl Kainer (AUT) |

|                                                                                     |        |       |           |                                                                               |
| 14 augustus Noords Kampioenschap 1960/63 № 400 «onderlinge duels» 18:30 uur (UTC+1) | Zweden | 0 – 0 | Noorwegen | Ullevi, Göteborg Toeschouwers: 32.030 Scheidsrechter: Martti Hirviniemi (FIN) |
| 14 augustus Noords Kampioenschap 1960/63 № 400 «onderlinge duels» 18:30 uur (UTC+1) |        |       |           | Ullevi, Göteborg Toeschouwers: 32.030 Scheidsrechter: Martti Hirviniemi (FIN) |

|                                                                                     |        |       |         |                                                                                   |
| 14 augustus Noords Kampioenschap 1960/63 № 401 «onderlinge duels» 19:00 uur (UTC+1) | Zweden | 0 – 0 | Finland | Råsundastadion, Solna Toeschouwers: 7.788 Scheidsrechter: Hannes Sigurðsson (ISL) |
| 14 augustus Noords Kampioenschap 1960/63 № 401 «onderlinge duels» 19:00 uur (UTC+1) |        |       |         | Råsundastadion, Solna Toeschouwers: 7.788 Scheidsrechter: Hannes Sigurðsson (ISL) |

|                                                                              |                                        |       |                                   |                                                                             |
| 18 september EK 1964 kwalificatie № 402 «onderlinge duels» 19:00 uur (UTC+1) | Zweden                                 | 3 – 2 | Joegoslavië                       | Malmö Stadion, Malmö Toeschouwers: 20.774 Scheidsrechter: Jack Taylor (ENG) |
| 18 september EK 1964 kwalificatie № 402 «onderlinge duels» 19:00 uur (UTC+1) | Örjan Persson 30', 60' Milan Galić 64' |       | 22' Slaven Zambata 72' Harry Bild | Malmö Stadion, Malmö Toeschouwers: 20.774 Scheidsrechter: Jack Taylor (ENG) |

|                                                                                   |                                 |       |                                |                                                                                             |
| 6 oktober Noords Kampioenschap 1960/63 № 403 «onderlinge duels» 13:30 uur (UTC+1) | Denemarken                      | 2 – 2 | Zweden                         | Københavns Idrætspark, Kopenhagen Toeschouwers: 52.000 Scheidsrechter: Arthur Holland (ENG) |
| 6 oktober Noords Kampioenschap 1960/63 № 403 «onderlinge duels» 13:30 uur (UTC+1) | Ole Madsen 14' Kjeld Thorst 34' |       | 4' Harry Bild 7' Hartwig Öberg | Københavns Idrætspark, Kopenhagen Toeschouwers: 52.000 Scheidsrechter: Arthur Holland (ENG) |

|                                                                                                   |                             |       |           |                                                                         |
| 27 oktober Olympisch kwalificatietoernooi voetbal 1964 № 404 «onderlinge duels» 13:30 uur (UTC+1) | Zweden                      | 2 – 2 | Hongarije | Ullevi, Göteborg Toeschouwers: 25.109 Scheidsrechter: Erik Beijar (FIN) |
| 27 oktober Olympisch kwalificatietoernooi voetbal 1964 № 404 «onderlinge duels» 13:30 uur (UTC+1) | Tord Grip 9' Harry Bild 16' |       | ?         | Ullevi, Göteborg Toeschouwers: 25.109 Scheidsrechter: Erik Beijar (FIN) |

|                                                                         |                                   |       |                 |                                                                           |
| 3 november Vriendschappelijk № 405 «onderlinge duels» 13:30 uur (UTC+1) | Zweden                            | 2 – 1 | West-Duitsland  | Råsundastadion, Solna Toeschouwers: 10.192 Scheidsrechter: Leo Horn (NED) |
| 3 november Vriendschappelijk № 405 «onderlinge duels» 13:30 uur (UTC+1) | Agne Simonsson 49' Harry Bild 81' |       | 54' Gert Dörfel | Råsundastadion, Solna Toeschouwers: 10.192 Scheidsrechter: Leo Horn (NED) |

### 1964
|                                                                       |           |                   |        |                                                                                   |
| 29 april Vriendschappelijk № 406 «onderlinge duels» 20:15 uur (UTC+1) | Nederland | 0 – 1             | Zweden | De Kuip, Rotterdam Toeschouwers: 35.000 Scheidsrechter: Gerhard Schulenburg (FRG) |
| 29 april Vriendschappelijk № 406 «onderlinge duels» 20:15 uur (UTC+1) |           | 4' Agne Simonsson |        | De Kuip, Rotterdam Toeschouwers: 35.000 Scheidsrechter: Gerhard Schulenburg (FRG) |

|                                                                        |                 |       |                     |                                                                               |
| 13 mei EK 1964 kwalificatie № 407 «onderlinge duels» 19:00 uur (UTC+1) | Zweden          | 1 – 1 | Sovjet-Unie         | Råsundastadion, Solna Toeschouwers: 36.937 Scheidsrechter: James Finney (ENG) |
| 13 mei EK 1964 kwalificatie № 407 «onderlinge duels» 19:00 uur (UTC+1) | Kurt Hamrin 87' |       | 62' Valentin Ivanov | Råsundastadion, Solna Toeschouwers: 36.937 Scheidsrechter: James Finney (ENG) |

|                                                                        |                                               |       |                 |                                                                                         |
| 27 mei EK 1964 kwalificatie № 408 «onderlinge duels» 19:00 uur (UTC+3) | Sovjet-Unie                                   | 3 – 1 | Zweden          | Centraal Leninstadion, Moskou Toeschouwers: 99.609 Scheidsrechter: Arthur Holland (ENG) |
| 27 mei EK 1964 kwalificatie № 408 «onderlinge duels» 19:00 uur (UTC+3) | Viktor Ponedelnik 32', 56' Valeri Voronin 83' |       | 78' Kurt Hamrin | Centraal Leninstadion, Moskou Toeschouwers: 99.609 Scheidsrechter: Arthur Holland (ENG) |

|                                                                                 |                                                                           |       |                    |                                                                               |
| 28 juni Noords Kampioenschap 1964/67 № 409 «onderlinge duels» 17:00 uur (UTC+1) | Zweden                                                                    | 4 – 1 | Denemarken         | Malmö Stadion, Malmö Toeschouwers: 25.678 Scheidsrechter: Birger Nilsen (NOR) |
| 28 juni Noords Kampioenschap 1964/67 № 409 «onderlinge duels» 17:00 uur (UTC+1) | Hartwig Öberg 22' Harry Bild 47' Örjan Martinsson 57' Roger Magnusson 64' |       | 65' John Danielsen | Malmö Stadion, Malmö Toeschouwers: 25.678 Scheidsrechter: Birger Nilsen (NOR) |

|                                                                                    |                 |       |        |                                                                                      |
| 2 augustus Noords Kampioenschap 1964/67 № 410 «onderlinge duels» 18:00 uur (UTC+2) | Finland         | 1 – 0 | Zweden | Olympisch Stadion, Helsinki Toeschouwers: 15.551 Scheidsrechter: Helmut Köhler (DDR) |
| 2 augustus Noords Kampioenschap 1964/67 № 410 «onderlinge duels» 18:00 uur (UTC+2) | Harri Järvi 59' |       |        | Olympisch Stadion, Helsinki Toeschouwers: 15.551 Scheidsrechter: Helmut Köhler (DDR) |

|                                                                                      |                  |       |                          |                                                                                 |
| 20 september Noords Kampioenschap 1964/67 № 411 «onderlinge duels» 13:15 uur (UTC+1) | Noorwegen        | 1 – 1 | Zweden                   | Ullevaalstadion, Oslo Toeschouwers: 22.131 Scheidsrechter: Bobby Davidson (SCO) |
| 20 september Noords Kampioenschap 1964/67 № 411 «onderlinge duels» 13:15 uur (UTC+1) | Finn Seemann 55' |       | 40' (pen.) Bosse Larsson | Ullevaalstadion, Oslo Toeschouwers: 22.131 Scheidsrechter: Bobby Davidson (SCO) |

|                                                                        |                                                       |       |                                      |                                                                                     |
| 7 oktober Vriendschappelijk № 412 «onderlinge duels» 19:45 uur (UTC+1) | Zweden                                                | 3 – 3 | Polen                                | Råsundastadion, Solna Toeschouwers: 9.941 Scheidsrechter: Aleksandr Menshikov (URS) |
| 7 oktober Vriendschappelijk № 412 «onderlinge duels» 19:45 uur (UTC+1) | Hartwig Öberg 2' Roger Magnusson 6' Bosse Larsson 47' |       | 13' Ernest Pohl 22', 30' Jan Liberda | Råsundastadion, Solna Toeschouwers: 9.941 Scheidsrechter: Aleksandr Menshikov (URS) |

|                                                                            |                       |       |                 |                                                                                          |
| 4 november WK 1966 kwalificatie № 413 «onderlinge duels» 14:30 uur (UTC+1) | West-Duitsland        | 1 – 1 | Zweden          | Olympiastadion, West-Berlijn Toeschouwers: 70.299 Scheidsrechter: Gottfried Dienst (SUI) |
| 4 november WK 1966 kwalificatie № 413 «onderlinge duels» 14:30 uur (UTC+1) | Rudi Brunnenmeier 24' |       | 86' Kurt Hamrin | Olympiastadion, West-Berlijn Toeschouwers: 70.299 Scheidsrechter: Gottfried Dienst (SUI) |

### 1965
|                                                                       |                                              |       |        |                                                                                    |
| 5 mei WK 1966 kwalificatie № 414 «onderlinge duels» 18:00 uur (UTC+1) | Zweden                                       | 3 – 0 | Cyprus | Nya Parken, Norrköping Toeschouwers: 15.976 Scheidsrechter: Magnús Pétursson (ISL) |
| 5 mei WK 1966 kwalificatie № 414 «onderlinge duels» 18:00 uur (UTC+1) | Agne Simonsson 24', 71' Torbjörn Jonsson 53' |       |        | Nya Parken, Norrköping Toeschouwers: 15.976 Scheidsrechter: Magnús Pétursson (ISL) |

|                                                                     |                   |       |                                |                                                                            |
| 16 mei Vriendschappelijk № 415 «onderlinge duels» 16:00 uur (UTC+1) | Zweden            | 1 – 2 | Engeland                       | Ullevi, Göteborg Toeschouwers: 18.974 Scheidsrechter: Henri Faucheux (FRA) |
| 16 mei Vriendschappelijk № 415 «onderlinge duels» 16:00 uur (UTC+1) | Leif Eriksson 37' |       | 9' Alan Ball 72' John Connelly | Ullevi, Göteborg Toeschouwers: 18.974 Scheidsrechter: Henri Faucheux (FRA) |

|                                                                      |                                            |       |                                          |                                                                                    |
| 16 juni Vriendschappelijk № 416 «onderlinge duels» 19:00 uur (UTC+1) | Zweden                                     | 2 – 2 | Italië                                   | Malmö Stadion, Malmö Toeschouwers: 22.941 Scheidsrechter: Kestutis Andziulis (URS) |
| 16 juni Vriendschappelijk № 416 «onderlinge duels» 19:00 uur (UTC+1) | Bosse Larsson 69' (pen.) Örjan Persson 83' |       | 36' Ezio Pascutti 59' Alessandro Mazzola | Malmö Stadion, Malmö Toeschouwers: 22.941 Scheidsrechter: Kestutis Andziulis (URS) |

|                                                                                 |                                 |       |                   |                                                                                            |
| 20 juni Noords Kampioenschap 1964/67 № 417 «onderlinge duels» 13:30 uur (UTC+1) | Denemarken                      | 2 – 1 | Zweden            | Københavns Idrætspark, Kopenhagen Toeschouwers: 50.000 Scheidsrechter: Birger Nilsen (NOR) |
| 20 juni Noords Kampioenschap 1964/67 № 417 «onderlinge duels» 13:30 uur (UTC+1) | Ole Madsen 18' Ole Sørensen 34' |       | 30' Örjan Persson | Københavns Idrætspark, Kopenhagen Toeschouwers: 50.000 Scheidsrechter: Birger Nilsen (NOR) |

|                                                                      |                |       |                     |                                                                                |
| 30 juni Vriendschappelijk № 418 «onderlinge duels» 19:00 uur (UTC+1) | Zweden         | 1 – 2 | Brazilië            | Råsundastadion, Solna Toeschouwers: 16.750 Scheidsrechter: Joseph Hannet (BEL) |
| 30 juni Vriendschappelijk № 418 «onderlinge duels» 19:00 uur (UTC+1) | Harry Bild 30' |       | 40' Pelé 85' Gérson | Råsundastadion, Solna Toeschouwers: 16.750 Scheidsrechter: Joseph Hannet (BEL) |

|                                                                                     |                                  |       |                                 |                                                                                  |
| 22 augustus Noords Kampioenschap 1964/67 № 419 «onderlinge duels» 13:30 uur (UTC+1) | Zweden                           | 2 – 2 | Finland                         | Skogsvallen, Luleå Toeschouwers: 13.970 Scheidsrechter: Carl Werner Hansen (DEN) |
| 22 augustus Noords Kampioenschap 1964/67 № 419 «onderlinge duels» 13:30 uur (UTC+1) | Harry Bild 2' Agne Simonsson 82' |       | 35' Kai Pahlman 55' Asko Mäkilä | Skogsvallen, Luleå Toeschouwers: 13.970 Scheidsrechter: Carl Werner Hansen (DEN) |

|                                                                              |                      |       |                                  |                                                                                  |
| 26 september WK 1966 kwalificatie № 420 «onderlinge duels» 13:30 uur (UTC+1) | Zweden               | 1 – 2 | West-Duitsland                   | Råsundastadion, Solna Toeschouwers: 52.943 Scheidsrechter: Kenneth Dagnall (ENG) |
| 26 september WK 1966 kwalificatie № 420 «onderlinge duels» 13:30 uur (UTC+1) | Torbjörn Jonsson 44' |       | 45' Werner Krämer 54' Uwe Seeler | Råsundastadion, Solna Toeschouwers: 52.943 Scheidsrechter: Kenneth Dagnall (ENG) |

|                                                                                    |        |       |           |                                                                                |
| 31 oktober Noords Kampioenschap 1964/67 № 421 «onderlinge duels» 13:30 uur (UTC+1) | Zweden | 0 – 0 | Noorwegen | Råsundastadion, Solna Toeschouwers: 12.922 Scheidsrechter: Wacław Majdan (POL) |
| 31 oktober Noords Kampioenschap 1964/67 № 421 «onderlinge duels» 13:30 uur (UTC+1) |        |       |           | Råsundastadion, Solna Toeschouwers: 12.922 Scheidsrechter: Wacław Majdan (POL) |

|                                                                            |        |                                                                 |        |                                                                               |
| 7 november WK 1966 kwalificatie № 422 «onderlinge duels» 14:30 uur (UTC+2) | Cyprus | 0 – 5                                                           | Zweden | GSE-Stadion, Famagusta Toeschouwers: 2.716 Scheidsrechter: István Zsolt (HUN) |
| 7 november WK 1966 kwalificatie № 422 «onderlinge duels» 14:30 uur (UTC+2) |        | 24', 25' Lars Granström 35' Ove Kindvall 42', 85' Bosse Larsson |        | GSE-Stadion, Famagusta Toeschouwers: 2.716 Scheidsrechter: István Zsolt (HUN) |

### 1966
|                                                                       |                                                            |       |                  |                                                                                   |
| 27 april Vriendschappelijk № 423 «onderlinge duels» 17:00 uur (UTC+1) | Duitse Democratische Republiek                             | 4 – 1 | Zweden           | Zentralstadion, Leipzig Toeschouwers: 45.000 Scheidsrechter: Lau van Ravens (NED) |
| 27 april Vriendschappelijk № 423 «onderlinge duels» 17:00 uur (UTC+1) | Roland Ducke 2' Jürgen Nöldner 8', 23' Henning Frenzel 57' |       | 43' Ove Kindvall | Zentralstadion, Leipzig Toeschouwers: 45.000 Scheidsrechter: Lau van Ravens (NED) |

|                                                                     |                       |       |                   |                                                                                 |
| 18 mei Vriendschappelijk № 424 «onderlinge duels» 17:00 uur (UTC+1) | Polen                 | 1 – 1 | Zweden            | Olympiastadion, Wrocław Toeschouwers: 45.000 Scheidsrechter: Vital Loraux (BEL) |
| 18 mei Vriendschappelijk № 424 «onderlinge duels» 17:00 uur (UTC+1) | Stanisław Oślizło 43' |       | 19' Bosse Larsson | Olympiastadion, Wrocław Toeschouwers: 45.000 Scheidsrechter: Vital Loraux (BEL) |

|                                                                                |                    |       |        |                                                                                      |
| 4 juni Noords Kampioenschap 1964/67 № 425 «onderlinge duels» 19:00 uur (UTC+2) | Finland            | 1 – 0 | Zweden | Olympisch Stadion, Helsinki Toeschouwers: 29.622 Scheidsrechter: Birger Nilsen (NOR) |
| 4 juni Noords Kampioenschap 1964/67 № 425 «onderlinge duels» 19:00 uur (UTC+2) | Tommy Lindholm 20' |       |        | Olympisch Stadion, Helsinki Toeschouwers: 29.622 Scheidsrechter: Birger Nilsen (NOR) |

|                                                                      |                |       |                      |                                                                                  |
| 27 juni Vriendschappelijk № 426 «onderlinge duels» 19:00 uur (UTC+1) | Zweden         | 1 – 1 | Joegoslavië          | Malmö Stadion, Malmö Toeschouwers: 15.784 Scheidsrechter: Kurt Tschenscher (FRG) |
| 27 juni Vriendschappelijk № 426 «onderlinge duels» 19:00 uur (UTC+1) | Jim Nildén 18' |       | 61' Slobodan Santrač | Malmö Stadion, Malmö Toeschouwers: 15.784 Scheidsrechter: Kurt Tschenscher (FRG) |

|                                                                      |                       |       |                            |                                                                         |
| 30 juni Vriendschappelijk № 427 «onderlinge duels» 19:00 uur (UTC+1) | Zweden                | 2 – 3 | Brazilië                   | Ullevi, Göteborg Toeschouwers: 46.824 Scheidsrechter: Bertil Lööw (SWE) |
| 30 juni Vriendschappelijk № 427 «onderlinge duels» 19:00 uur (UTC+1) | Ove Kindvall 60', 66' |       | 44', 68' Tostão 83' Gérson | Ullevi, Göteborg Toeschouwers: 46.824 Scheidsrechter: Bertil Lööw (SWE) |

|                                                                                      |                                  |       |                                                    |                                                                                    |
| 18 september Noords Kampioenschap 1964/67 № 428 «onderlinge duels» 13:15 uur (UTC+1) | Noorwegen                        | 2 – 4 | Zweden                                             | Ullevaalstadion, Oslo Toeschouwers: 24.551 Scheidsrechter: Bramming Sørensen (DEN) |
| 18 september Noords Kampioenschap 1964/67 № 428 «onderlinge duels» 13:15 uur (UTC+1) | Kjetil Hasund 9' Harald Berg 27' |       | 48' (pen.) Jan Karlsson 60', 63', 70' Tom Turesson | Ullevaalstadion, Oslo Toeschouwers: 24.551 Scheidsrechter: Bramming Sørensen (DEN) |

|                                                                        |                                                            |       |                   |                                                                                     |
| 5 oktober Vriendschappelijk № 429 «onderlinge duels» 19:00 uur (UTC+1) | Zweden                                                     | 4 – 1 | Oostenrijk        | Råsundastadion, Solna Toeschouwers: 19.194 Scheidsrechter: Kestutis Andziulis (URS) |
| 5 oktober Vriendschappelijk № 429 «onderlinge duels» 19:00 uur (UTC+1) | Roland Lundblad 23' Ove Kindvall 58' Tom Turesson 65', 78' |       | 79' Rudolf Flögel | Råsundastadion, Solna Toeschouwers: 19.194 Scheidsrechter: Kestutis Andziulis (URS) |

|                                                                                    |                                        |       |                 |                                                                              |
| 6 november Noords Kampioenschap 1964/67 № 430 «onderlinge duels» 13:30 uur (UTC+1) | Zweden                                 | 2 – 1 | Denemarken      | Råsundastadion, Solna Toeschouwers: 16.780 Scheidsrechter: Toimi Olkku (FIN) |
| 6 november Noords Kampioenschap 1964/67 № 430 «onderlinge duels» 13:30 uur (UTC+1) | Agne Simonsson 27' Inge Danielsson 48' |       | 13' Finn Wiberg | Råsundastadion, Solna Toeschouwers: 16.780 Scheidsrechter: Toimi Olkku (FIN) |

|                                                                             |                 |       |                          |                                                                                     |
| 13 november EK 1968 kwalificatie № 431 «onderlinge duels» 15:30 uur (UTC+1) | Portugal        | 1 – 2 | Zweden                   | Estádio do Jamor, Oeiras Toeschouwers: 12.444 Scheidsrechter: Jacques Colling (LUX) |
| 13 november EK 1968 kwalificatie № 431 «onderlinge duels» 15:30 uur (UTC+1) | Jaime Graça 21' |       | 29', 86' Inge Danielsson | Estádio do Jamor, Oeiras Toeschouwers: 12.444 Scheidsrechter: Jacques Colling (LUX) |

### 1967
|                                                                     |        |                    |                                |                                                                             |
| 17 mei Vriendschappelijk № 432 «onderlinge duels» 19:00 uur (UTC+1) | Zweden | 0 – 1              | Duitse Democratische Republiek | Olympia, Helsingborg Toeschouwers: 7.129 Scheidsrechter: Frede Hansen (DEN) |
| 17 mei Vriendschappelijk № 432 «onderlinge duels» 19:00 uur (UTC+1) |        | 53' Jürgen Nöldner |                                | Olympia, Helsingborg Toeschouwers: 7.129 Scheidsrechter: Frede Hansen (DEN) |

|                                                                        |                     |       |                    |                                                                               |
| 1 juni EK 1968 kwalificatie № 433 «onderlinge duels» 19:00 uur (UTC+1) | Zweden              | 1 – 1 | Portugal           | Råsundastadion, Solna Toeschouwers: 49.689 Scheidsrechter: Kevin Howley (ENG) |
| 1 juni EK 1968 kwalificatie № 433 «onderlinge duels» 19:00 uur (UTC+1) | Ingvar Svensson 90' |       | 20' Custódio Pinto | Råsundastadion, Solna Toeschouwers: 49.689 Scheidsrechter: Kevin Howley (ENG) |

|                                                                         |        |                                         |           |                                                                                |
| 11 juni EK 1968 kwalificatie № 434 «onderlinge duels» 16:00 uur (UTC+1) | Zweden | 0 – 2                                   | Bulgarije | Råsundastadion, Solna Toeschouwers: 24.271 Scheidsrechter: Leo Callaghan (WAL) |
| 11 juni EK 1968 kwalificatie № 434 «onderlinge duels» 16:00 uur (UTC+1) |        | 23' Petar Zhekov 82' Dinko Dermendzhiev |           | Råsundastadion, Solna Toeschouwers: 24.271 Scheidsrechter: Leo Callaghan (WAL) |

|                                                                                 |                           |       |                   |                                                                                              |
| 25 juni Noords Kampioenschap 1964/67 № 435 «onderlinge duels» 13:00 uur (UTC+1) | Denemarken                | 1 – 1 | Zweden            | Københavns Idrætspark, Kopenhagen Toeschouwers: 49.100 Scheidsrechter: Kurt Handwerker (FRG) |
| 25 juni Noords Kampioenschap 1964/67 № 435 «onderlinge duels» 13:00 uur (UTC+1) | Kresten Bjerre 70' (pen.) |       | 56' Hans Selander | Københavns Idrætspark, Kopenhagen Toeschouwers: 49.100 Scheidsrechter: Kurt Handwerker (FRG) |

|                                                                                     |                                       |       |         |                                                                                     |
| 10 augustus Noords Kampioenschap 1964/67 № 436 «onderlinge duels» 19:00 uur (UTC+1) | Zweden                                | 2 – 0 | Finland | Råsundastadion, Solna Toeschouwers: 11.909 Scheidsrechter: Stanisław Eksztajn (POL) |
| 10 augustus Noords Kampioenschap 1964/67 № 436 «onderlinge duels» 19:00 uur (UTC+1) | Leif Eriksson 44' Inge Danielsson 74' |       |         | Råsundastadion, Solna Toeschouwers: 11.909 Scheidsrechter: Stanisław Eksztajn (POL) |

|                                                                             |                                                          |       |                    |                                                                             |
| 3 september EK 1968 kwalificatie № 437 «onderlinge duels» 13:15 uur (UTC+1) | Noorwegen                                                | 3 – 1 | Zweden             | Ullevaalstadion, Oslo Toeschouwers: 31.287 Scheidsrechter: Jan Pawlik (POL) |
| 3 september EK 1968 kwalificatie № 437 «onderlinge duels» 13:15 uur (UTC+1) | Harald Berg 23' Sven Otto Birkeland 47' Harald Sunde 80' |       | 18' Thomas Nordahl | Ullevaalstadion, Oslo Toeschouwers: 31.287 Scheidsrechter: Jan Pawlik (POL) |

| |                                                                               |       |                                        |                                                                                |
| 5 november EK 1968 kwalificatie / Noords Kampioenschap 1964/67 № 438 «onderlinge duels» 14:00 uur (UTC+1) | Zweden                                                                        | 5 – 2 | Noorwegen                              | Råsundastadion, Solna Toeschouwers: 14.078 Scheidsrechter: Rudi Glöckner (DDR) |
| 5 november EK 1968 kwalificatie / Noords Kampioenschap 1964/67 № 438 «onderlinge duels» 14:00 uur (UTC+1) | Tom Turesson 13', 89' Inge Danielsson 39' Leif Eriksson 48' Leif Eriksson 85' |       | 57' (pen.) Odd Iversen 90' Olav Nilsen | Råsundastadion, Solna Toeschouwers: 14.078 Scheidsrechter: Rudi Glöckner (DDR) |

|                                                                             |                                                          |       |        | |
| 12 november EK 1968 kwalificatie № 439 «onderlinge duels» 15:00 uur (UTC+2) | Bulgarije                                                | 3 – 0 | Zweden | Vasil Levski Nationaal Stadion, Sofia Toeschouwers: 16.479 Scheidsrechter: Josip-Drago Horvat (YUG) |
| 12 november EK 1968 kwalificatie № 439 «onderlinge duels» 15:00 uur (UTC+2) | Nikola Kotkov 43' Vasil Mitkov 44' Georgi Asparukhov 75' |       |        | Vasil Levski Nationaal Stadion, Sofia Toeschouwers: 16.479 Scheidsrechter: Josip-Drago Horvat (YUG) |

### 1968
|                                                                          |        |                               |        |                                                                                         |
| 19 februari Vriendschappelijk № 440 «onderlinge duels» 15:30 uur (UTC+2) | Israël | 0 – 3                         | Zweden | Bloomfieldstadion, Tel Aviv Toeschouwers: 18.000 Scheidsrechter: Andrei Rădulescu (ROU) |
| 19 februari Vriendschappelijk № 440 «onderlinge duels» 15:30 uur (UTC+2) |        | 25', 27', 44' Inge Ejderstedt |        | Bloomfieldstadion, Tel Aviv Toeschouwers: 18.000 Scheidsrechter: Andrei Rădulescu (ROU) |

|                                                                          |                                                |       |                     |                                                                                                  |
| 28 februari Vriendschappelijk № 441 «onderlinge duels» 20:30 uur (UTC+1) | Spanje                                         | 3 – 1 | Zweden              | Estadio Ramón Sánchez Pizjuán, Sevilla Toeschouwers: 18.000 Scheidsrechter: Joaquim Campos (POR) |
| 28 februari Vriendschappelijk № 441 «onderlinge duels» 20:30 uur (UTC+1) | Amancio Amaro Varela 20', 25' Joaquím Rifé 67' |       | 26' Inge Ejderstedt | Estadio Ramón Sánchez Pizjuán, Sevilla Toeschouwers: 18.000 Scheidsrechter: Joaquim Campos (POR) |

|                                                                    |                    |       |                          |                                                                                      |
| 2 mei Vriendschappelijk № 442 «onderlinge duels» 19:00 uur (UTC+1) | Zweden             | 1 – 1 | Spanje                   | Malmö Stadion, Malmö Toeschouwers: 27.375 Scheidsrechter: Hans-Joachim Weyland (FRG) |
| 2 mei Vriendschappelijk № 442 «onderlinge duels» 19:00 uur (UTC+1) | Thomas Nordahl 14' |       | 72' Francisco Castellano | Malmö Stadion, Malmö Toeschouwers: 27.375 Scheidsrechter: Hans-Joachim Weyland (FRG) |

|                                                                     |                                                     |       |                    |                                                                                 |
| 22 mei Vriendschappelijk № 443 «onderlinge duels» 19:45 uur (UTC+1) | Engeland                                            | 3 – 1 | Zweden             | Wembley Stadium, Londen Toeschouwers: 72.500 Scheidsrechter: Othmar Huber (SUI) |
| 22 mei Vriendschappelijk № 443 «onderlinge duels» 19:45 uur (UTC+1) | Martin Peters 36' Bobby Charlton 45' Roger Hunt 73' |       | 89' Rolf Andersson | Wembley Stadium, Londen Toeschouwers: 72.500 Scheidsrechter: Othmar Huber (SUI) |

|                                                                                 |                                     |       |                            |                                                                               |
| 27 juni Noords Kampioenschap 1968/71 № 444 «onderlinge duels» 19:00 uur (UTC+1) | Zweden                              | 2 – 1 | Denemarken                 | Råsundastadion, Solna Toeschouwers: 14.489 Scheidsrechter: Johan Riseth (NOR) |
| 27 juni Noords Kampioenschap 1968/71 № 444 «onderlinge duels» 19:00 uur (UTC+1) | Sven Lindman 18' Thomas Nordahl 52' |       | 28' (e.d.) Björn Nordqvist | Råsundastadion, Solna Toeschouwers: 14.489 Scheidsrechter: Johan Riseth (NOR) |

|                                                                         |                                 |       |                                                 |                                                                         |
| 1 augustus Vriendschappelijk № 445 «onderlinge duels» 19:00 uur (UTC+1) | Zweden                          | 2 – 2 | Sovjet-Unie                                     | Ullevi, Göteborg Toeschouwers: 44.867 Scheidsrechter: Arne Jensen (DEN) |
| 1 augustus Vriendschappelijk № 445 «onderlinge duels» 19:00 uur (UTC+1) | Leif Eriksson 65' Ove Grahn 82' |       | 6' Mikhail Gershkovich 89' Moertaz Choertsilava | Ullevi, Göteborg Toeschouwers: 44.867 Scheidsrechter: Arne Jensen (DEN) |

|                                                                                      |         |                                                        |        |                                                                                   |
| 11 september Noords Kampioenschap 1968/71 № 446 «onderlinge duels» 18:30 uur (UTC+2) | Finland | 0 – 3                                                  | Zweden | Olympisch Stadion, Helsinki Toeschouwers: 16.839 Scheidsrechter: Karl Riegg (FRG) |
| 11 september Noords Kampioenschap 1968/71 № 446 «onderlinge duels» 18:30 uur (UTC+2) |         | 33' Leif Eriksson 63' Rolf Andersson 68' Hans Selander |        | Olympisch Stadion, Helsinki Toeschouwers: 16.839 Scheidsrechter: Karl Riegg (FRG) |

|                                                                                      |                             |       |                   |                                                                                  |
| 15 september Noords Kampioenschap 1968/71 № 447 «onderlinge duels» 13:15 uur (UTC+1) | Noorwegen                   | 1 – 1 | Zweden            | Ullevaalstadion, Oslo Toeschouwers: 23.564 Scheidsrechter: Janus Aalbrecht (NED) |
| 15 september Noords Kampioenschap 1968/71 № 447 «onderlinge duels» 13:15 uur (UTC+1) | Ola Dybwad-Olsen 30' (pen.) |       | 17' Leif Eriksson | Ullevaalstadion, Oslo Toeschouwers: 23.564 Scheidsrechter: Janus Aalbrecht (NED) |

|                                                                           |                                                   |       |           |                                                                            |
| 9 oktober WK 1970 kwalificatie № 448 «onderlinge duels» 19:00 uur (UTC+1) | Zweden                                            | 5 – 0 | Noorwegen | Råsundastadion, Solna Toeschouwers: 32.063 Scheidsrechter: Pekka Aho (FIN) |
| 9 oktober WK 1970 kwalificatie № 448 «onderlinge duels» 19:00 uur (UTC+1) | Ove Kindvall 37', 58', 61' Bosse Larsson 56', 81' |       |           | Råsundastadion, Solna Toeschouwers: 32.063 Scheidsrechter: Pekka Aho (FIN) |

### 1969
|                                                                          |                                         |       |                                                          |                                                                                      |
| 18 februari Vriendschappelijk № 449 «onderlinge duels» 16:45 uur (UTC+2) | Israël                                  | 2 – 3 | Zweden                                                   | Bloomfieldstadion, Tel Aviv Toeschouwers: 118.000 Scheidsrechter: Shlomo Merin (ISR) |
| 18 februari Vriendschappelijk № 449 «onderlinge duels» 16:45 uur (UTC+2) | Giora Spiegel 14' (pen.) Roby Young 21' |       | 24' Inge Ejderstedt 30' Hans Selander 82' Rolf Andersson | Bloomfieldstadion, Tel Aviv Toeschouwers: 118.000 Scheidsrechter: Shlomo Merin (ISR) |

|                                                                          |                                        |       |                     |                                                                                         |
| 26 februari Vriendschappelijk № 450 «onderlinge duels» 15:30 uur (UTC+1) | Joegoslavië                            | 2 – 1 | Zweden              | Stadion pod Marjanom, Split Toeschouwers: 18.000 Scheidsrechter: Aurelio Angonese (ITA) |
| 26 februari Vriendschappelijk № 450 «onderlinge duels» 15:30 uur (UTC+1) | Nenad Bjeković 20' Vahidin Musemić 31' |       | 38' Roger Magnusson | Stadion pod Marjanom, Split Toeschouwers: 18.000 Scheidsrechter: Aurelio Angonese (ITA) |

|                                                                    |                  |       |        |                                                                               |
| 1 mei Vriendschappelijk № 451 «onderlinge duels» 17:00 uur (UTC+1) | Zweden           | 1 – 0 | Mexico | Malmö Stadion, Malmö Toeschouwers: 23.412 Scheidsrechter: Heinz Siebert (FRG) |
| 1 mei Vriendschappelijk № 451 «onderlinge duels» 17:00 uur (UTC+1) | Ove Kindvall 38' |       |        | Malmö Stadion, Malmö Toeschouwers: 23.412 Scheidsrechter: Heinz Siebert (FRG) |

|                                                                                |                                                                    |       |         |                                                                              |
| 22 mei Noords Kampioenschap 1968/71 № 452 «onderlinge duels» 19:00 uur (UTC+1) | Zweden                                                             | 4 – 0 | Finland | Värendsvallen, Växjö Toeschouwers: 15.868 Scheidsrechter: Frede Hansen (DEN) |
| 22 mei Noords Kampioenschap 1968/71 № 452 «onderlinge duels» 19:00 uur (UTC+1) | Hans Johansson 6', 75' Tommy Svensson 58' Timo Kautonen 86' (e.d.) |       |         | Värendsvallen, Växjö Toeschouwers: 15.868 Scheidsrechter: Frede Hansen (DEN) |

|                                                                                |                                                            |       |                                |                                                                          |
| 1 juni Noords Kampioenschap 1968/71 № 453 «onderlinge duels» 17:00 uur (UTC+1) | Zweden                                                     | 4 – 2 | Noorwegen                      | Ullevi, Göteborg Toeschouwers: 25.671 Scheidsrechter: Kevin Howley (ENG) |
| 1 juni Noords Kampioenschap 1968/71 № 453 «onderlinge duels» 17:00 uur (UTC+1) | Sten Pålsson 8' Inge Ejderstedt 9', 25' Rolf Andersson 69' |       | 7' Odd Iversen 70' Harald Berg | Ullevi, Göteborg Toeschouwers: 25.671 Scheidsrechter: Kevin Howley (ENG) |

|                                                                         |                           |       |                                                                                    |                                                                                  |
| 19 juni WK 1970 kwalificatie № 454 «onderlinge duels» 19:00 uur (UTC+1) | Noorwegen                 | 2 – 5 | Zweden                                                                             | Ullevaalstadion, Oslo Toeschouwers: 26.284 Scheidsrechter: Jacques Colling (LUX) |
| 19 juni WK 1970 kwalificatie № 454 «onderlinge duels» 19:00 uur (UTC+1) | Ola Dybwad-Olsen 52', 82' |       | 20' Örjan Persson 25' Leif Eriksson 36' Ove Kindvall 47' Ove Grahn 49' Roland Grip | Ullevaalstadion, Oslo Toeschouwers: 26.284 Scheidsrechter: Jacques Colling (LUX) |

|                                                                                 |            |                |        |                                                                                          |
| 25 juni Noords Kampioenschap 1968/71 № 455 «onderlinge duels» 19:00 uur (UTC+1) | Denemarken | 0 – 1          | Zweden | Københavns Idrætspark, Kopenhagen Toeschouwers: 50.100 Scheidsrechter: Henry Øberg (NOR) |
| 25 juni Noords Kampioenschap 1968/71 № 455 «onderlinge duels» 19:00 uur (UTC+1) |            | 62' Ove Eklund |        | Københavns Idrætspark, Kopenhagen Toeschouwers: 50.100 Scheidsrechter: Henry Øberg (NOR) |

|                                                                         |             |                |        |                                                                                          |
| 6 augustus Vriendschappelijk № 456 «onderlinge duels» 19:30 uur (UTC+3) | Sovjet-Unie | 0 – 1          | Zweden | Centraal Leninstadion, Moskou Toeschouwers: 43.000 Scheidsrechter: Wolfgang Riedel (DDR) |
| 6 augustus Vriendschappelijk № 456 «onderlinge duels» 19:30 uur (UTC+3) |             | 29' Ove Eklund |        | Centraal Leninstadion, Moskou Toeschouwers: 43.000 Scheidsrechter: Wolfgang Riedel (DDR) |

|                                                                          |                                                   |       |                  |                                                                             |
| 25 augustus Vriendschappelijk № 457 «onderlinge duels» 19:00 uur (UTC+1) | Zweden                                            | 3 – 1 | Israël           | Råsundastadion, Solna Toeschouwers: 11.286 Scheidsrechter: Einar Røed (NOR) |
| 25 augustus Vriendschappelijk № 457 «onderlinge duels» 19:00 uur (UTC+1) | Inge Danielsson 10', 74' Leif Eriksson 20' (pen.) |       | 5' Rahamim Talbi | Råsundastadion, Solna Toeschouwers: 11.286 Scheidsrechter: Einar Røed (NOR) |

|                                                                           |                                    |       |           |                                                                                |
| 24 september Vriendschappelijk № 458 «onderlinge duels» 19:00 uur (UTC+1) | Zweden                             | 2 – 0 | Hongarije | Råsundastadion, Solna Toeschouwers: 6.357 Scheidsrechter: Ejner Espersen (DEN) |
| 24 september Vriendschappelijk № 458 «onderlinge duels» 19:00 uur (UTC+1) | Göran Nicklasson 46' Ove Grahn 59' |       |           | Råsundastadion, Solna Toeschouwers: 6.357 Scheidsrechter: Ejner Espersen (DEN) |

|                                                                            |                       |       |           |                                                                                |
| 15 oktober WK 1970 kwalificatie № 459 «onderlinge duels» 19:00 uur (UTC+1) | Zweden                | 2 – 0 | Frankrijk | Råsundastadion, Solna Toeschouwers: 51.954 Scheidsrechter: Rudi Glöckner (DDR) |
| 15 oktober WK 1970 kwalificatie № 459 «onderlinge duels» 19:00 uur (UTC+1) | Ove Kindvall 33', 65' |       |           | Råsundastadion, Solna Toeschouwers: 51.954 Scheidsrechter: Rudi Glöckner (DDR) |

|                                                                            |                           |       |                    |                                                                                |
| 1 november WK 1970 kwalificatie № 460 «onderlinge duels» 15:30 uur (UTC+1) | Frankrijk                 | 3 – 0 | Zweden             | Parc des Princes, Parijs Toeschouwers: 17.916 Scheidsrechter: Dave Smith (ENG) |
| 1 november WK 1970 kwalificatie № 460 «onderlinge duels» 15:30 uur (UTC+1) | Jean-Claude Bras 42', 45' |       | 44' Jean Djorkaeff | Parc des Princes, Parijs Toeschouwers: 17.916 Scheidsrechter: Dave Smith (ENG) |

UEFA: Albanië · België · Bulgarije · Cyprus · Denemarken · West-Duitsland · Duitse Democratische Republiek · Engeland · Finland · Frankrijk · Griekenland · Hongarije · Ierland · IJsland · Italië · Joegoslavië · Luxemburg · Malta · Nederland · Noord-Ierland · Noorwegen · Oostenrijk · Polen · Portugal · Roemenië · Schotland · Sovjet-Unie · Spanje · Tsjecho-Slowakije · Turkije · Wales · Zweden · Zwitserland

CAF: Madagaskar AFC: Israël

SvFF · A-internationals · Selecties · Bondscoaches · Zweeds vrouwenelftal · Olympisch elftal · Zweden U21 · Zweden U20 · Zweden U19 · Zweden U18 · Zweden U17 · Zweden U16 · Vrouwen U17
1908 – 1919 ·
1920 – 1929 ·
1930 – 1939 ·
1940 – 1949 ·
1950 – 1959 ·
1960 – 1969 ·
1970 – 1979 ·
1980 – 1989 ·
1990 – 1999 ·
2000 – 2009 ·
2010 – 2019 ·
2020 − 2029
EK 1960 · 
EK 1964 · 
EK 1968 · 
EK 1972 · 
EK 1976 · 
EK 1980 · 
EK 1984 · 
EK 1988 · 
EK 1992 ·
EK 1996 · 
EK 2000 ·
EK 2004 ·
EK 2008 ·
EK 2012 · 
EK 2016 · 
EK 2020
WK 1930 · 
WK 1934 ·
WK 1938 ·
WK 1950 ·
WK 1954 · 
WK 1958 ·
WK 1962 · 
WK 1966 · 
WK 1970 ·
WK 1974 ·
WK 1978 ·
WK 1982 · 
WK 1986 · 
WK 1990 ·
WK 1994 ·
WK 1998 · 
WK 2002 ·
WK 2006 ·
WK 2010 · 
WK 2014 · 
WK 2018
OS 1908 · 
OS 1912 · 
OS 1920 · 
OS 1924 · 
OS 1928 · 
OS 1932 · 
OS 1936 · 
OS 1948 · 
OS 1952 · 
OS 1956 · 
OS 1964 · 
OS 1968 · 
OS 1972 · 
OS 1976 · 
OS 1980 · 
OS 1984 · 
OS 1988 · 
OS 1992 · 
OS 1996 · 
OS 2000 · 
OS 2004 · 
OS 2008 · 
OS 2012 · 
OS 2016
1908 · 
1909 · 
1910 · 
1911 · 
1912 · 
1913 · 
1914 · 
1915 · 
1916 · 
1917 · 
1918 · 
1919 · 
1920 · 
1921 · 
1922 · 
1923 · 
1924 · 
1925 · 
1926 · 
1927 · 
1928 · 
1929 · 
1930 · 
1931 · 
1932 · 
1933 · 
1934 · 
1935 · 
1936 · 
1937 · 
1938 · 
1939 · 
1940 ·
1941 ·
1942 ·
1943 ·
1944  ·
1945 · 
1946 · 
1947 · 
1948 · 
1949 · 
1950 · 
1952 · 
1952 · 
1953 · 
1954 · 
1955 · 
1956 · 
1957 · 
1958 · 
1959 ·
1960 · 
1961 · 
1962 · 
1963 · 
1964 · 
1965 · 
1966 · 
1967 · 
1968 · 
1969 ·
1970 · 
1971 · 
1972 · 
1973 · 
1974 · 
1975 · 
1976 · 
1977 · 
1978 · 
1979 ·
1980 · 
1981 · 
1982 · 
1983 · 
1984 · 
1985 · 
1986 · 
1987 · 
1988 · 
1989 · 
1990 · 
1991 · 
1992 · 
1993 · 
1994 · 
1995 · 
1996 · 
1997 · 
1998 · 
1999 · 
2000 · 
2001 · 
2002 · 
2003 · 
2004 · 
2005 · 
2006 · 
2007 · 
2008 · 
2009 · 
2010 · 
2011 · 
2012 · 
2013 · 
2014 · 
2015 · 
2016 · 
2017 · 
2018 ·
2019 ·
2020 ·
2021
Albanië ·
Algerije ·
Argentinië ·
Armenië ·
Australië ·
Azerbeidzjan ·
Bahrein ·
Barbados ·
België ·
Bosnië en Herzegovina ·
Botswana ·
Brazilië ·
Bulgarije ·
Chili ·
China ·
Colombia ·
Costa Rica ·
Cuba ·
Cyprus ·
DDR ·
Denemarken ·
Duitsland ·
Ecuador ·
Egypte ·
Engeland ·
Estland ·
Faeröer ·
Finland ·
Frankrijk ·
Georgië ·
Griekenland ·
Hongarije ·
Ierland ·
IJsland ·
Iran ·
Israël ·
Italië ·
Ivoorkust ·
Jamaica ·
Japan ·
Joegoslavië ·
Jordanië ·
Kameroen ·
Kazachstan ·
Kosovo ·
Kroatië ·
Letland ·
Liechtenstein ·
Litouwen ·
Luxemburg ·
Maleisië ·
Malta ·
Mexico ·
Moldavië ·
Montenegro ·
Nederland ·
Nieuw-Zeeland ·
Nigeria ·
Noord-Ierland ·
Noord-Korea ·
Noord-Macedonië ·
Noorwegen ·
Oekraïne ·
Oezbekistan ·
Oman ·
Oostenrijk ·
Paraguay ·
Peru ·
Polen ·
Portugal ·
Qatar ·
Roemenië ·
Rusland ·
San Marino ·
Saoedi-Arabië ·
Schotland ·
Senegal ·
Servië ·
Singapore ·
Slovenië ·
Slowakije ·
Sovjet-Unie ·
Spanje ·
Syrië ·
Thailand ·
Trinidad en Tobago ·
Tsjechië ·
Tsjecho-Slowakije ·
Tunesië ·
Turkije ·
Uruguay ·
Venezuela ·
Verenigde Arabische Emiraten ·
Verenigde Staten ·
Verenigd Koninkrijk ·
Wales ·
Wit-Rusland ·
Zuid-Afrika ·
Zuid-Korea ·
Zwitserland
Brazilië (1958) ·
Duitsland (2006) ·
Duitsland (2018) ·
Engeland (2006) ·
Engeland (2012) ·
Engeland (2018) ·
Frankrijk (2012) ·
Griekenland (2008) ·
Ierland (2016) ·
Italië (2016) ·
Mexico (2018) ·
Oekraïne (2012) ·
Oekraïne (2021) ·
Paraguay (2006) ·
Polen (2021) ·
Rusland (2008) ·
Slowakije (2021) ·
Spanje (2008) ·
Spanje (2021) ·
Trinidad en Tobago (2006) ·
Zuid-Korea (2018) ·
Zwitserland (2018)